# Каллошем'єн
Каллошем'єн (угор. Kállósemjén) — селище (надькьожег) в медье Саболч-Сатмар-Береґ в Угорщині.

## Населення
Селище займає площу 54,52 км², на якій проживає 3736 жителів (за даними 2010 року). За даними 2001 року, 99 % жителів селища — угорці, 1 % — роми.

## Розташування
Селище розташоване за 18 км на південний схід від міста Ньїредьгаза. В селищі є залізнична станція, церква, замок Каллай і каплиця.